# Joseph Estrada
Joseph "Erap" Estrada, född Jose Marcelo Ejercito den 19 april 1937 i Manila, var Filippinernas trettonde president, från 1998 till 2001 och borgmästare i Manila, landets huvudstad, från 2013 till 2019. Estrada är den ende filippinske president som har avsatts i förtid.
Estrada blev först berömd som skådespelare, och spelade huvudrollen i över 100 filmer över 33 år. Han använde sin skådespelarpopularitet för att komma fram i politiken, först som borgmästare i San Juan i 17 år, som senator under en mandatperiod, och sedan som vicepresident under president Fidel Ramos.
Estrada valdes till president 1998 med bred marginal, och svor presidenteden 30 juni 1998. År 2000 deklarerade han "totalt krig" mot Moro Islamic Liberation Front och erövrade deras högkvarter och andra läger. Han blev dock anklagad för korruption, vilket ledde till en riksrättsprocess i senaten, och 2001 avsattes Estrada av stora protester.
Han dömdes 2007 av en specialdomstol, men benådades av sin efterträdare på presidentposten, Gloria Macapagal-Arroyo.
Han ställde åter upp i presidentvalet 2010 och fick då näst flest röster, cirka 20 procent.
År 2013 blev han Manilas borgmästare efter att han vann mot dåvarande borgmästaren Alfredo Lim, som hade suttit sedan 2007.  Men i borgmästarvalet 2019 förlorade han sitt tredje valförsök till Isko Moreno som efterträdde honom 30 juni 2019.